# Хлорат гексаамминникеля(II)
Хлорат гексаамминникеля(II) — неорганическое соединение, 
комплексный аммин соли металла никеля и хлорноватой кислоты
с формулой [Ni(NH3)6](ClO3)2,
голубые кристаллы.

## Получение
- Реакция насыщенного раствора хлората никеля с концентрированным раствором аммиака:

{\displaystyle {\mathsf {Ni(ClO_{3})_{2}+6(NH_{3}\cdot H_{2}O)\ {\xrightarrow {}}\ [Ni(NH_{3})_{6}](ClO_{3})_{2}+6H_{2}O}}}

## Физические свойства
Хлорат гексаамминникеля(II) образует голубые кристаллы.

## Химические свойства
- При нагревании разлагается со взрывом при 210°С.